# 圣安杰洛-迪皮奥韦迪萨科
圣安杰洛-迪皮奥韦迪萨科（義大利語：Sant'Angelo di Piove di Sacco），是意大利威尼托大区帕多瓦省的一个市镇。总面积13.99平方公里，人口7223人，人口密度516.3人/平方公里（2009年）。国家统计（ISTAT）代码为028082。